# أردينة (أبعلي)
أردينة (بالفارسية: اردینه) هي مستوطنة تقع في إيران في قسم أبعلي الريفي. يقدر عدد سكانها بـ 411 نسمة بحسب إحصاء 2016.